# Список народных артистов Азербайджана
В списке представлены лица, удостоенные звания «Народный артист Азербайджана». Список содержит имена 298 народных артистов республики.
Первые присвоения звания относятся к периоду провозглашения независимости Азербайджана: 4 мая 1991 года звания удостоены ряд работников Азербайджанского государственного телевидения и радио (первый из них — дирижёр Нариман Азимов), 17 мая — дирижёр Рамиз Меликасланов, 22 мая — актёры азербайджанских театров, 19 сентября — солисты Азербайджанского Государственного ансамбля танца.
После провозглашения независимости Азербайджана, ни одного специального правового документа, касающегося почётных званий, принято не было. Несмотря на это, в 1991—1993 годах продолжалось присвоение почётных званий советского периода. С 1994 по 1997 год награждения почётными званиями не производились.
Самым массовым присвоением звания стал Указ Президента от 27 мая 2018 года, в соответствии с которым народными артистами стали 33 деятеля культуры.
Последним (на июль 2024) народным артистом является эстрадный певец и композитор Фаррух Закиров.
Среди народных артистов Азербайджана — 200 мужчин и 98 женщин. Самым пожилым из них (по дате рождения) стал певец Мирза Бабаев, 1913 года рождения, самым молодым — певица Роя, 1982 года рождения. Наибольший срок между присвоением звания заслуженного артиста и народного артиста прошёл у Розы Джалиловой — 49 лет.

## 1990-е годы (51 человек)

### 1991 год (12 человек)
4 мая 1991 года, № 200
1. Азимов, Нариман Аббаскули оглы (1936—2016) — руководитель оркестра народных инструментов им. С. Рустамова[1]
2. Санани, Офелия Гаджиага кызы (р. 1941) — диктор телевизионных передач[1]
3. Тагиева, Роза Муртуза кызы (р. 1942) — диктор телевизионных передач[1]

17 мая 1991 года, № 215
1. Мелик-Асланов, Рамиз Лютфали оглы (р. 1942) — дирижёр[2]

22 мая 1991 года, № 217
1. Мамедбеков, Лютфи Шахбаз оглы (1927—2004) — артист; работник Азербайджанского Государственного академического драматического театра имени М. Азизбекова[3]
2. Мирзаев, Микаил Шахвелед оглы (1947—2006) — артист; работник Азербайджанского Государственного академического драматического театра имени М. Азизбекова[3]
3. Худавердиев, Камал Агагусейн оглы (1938—2008) — артист; работник Азербайджанского Государственного академического драматического театра имени М. Азизбекова[3]

22 мая 1991 года, № 218
1. Духовная, Людмила Семёновна (р. 1944) — артистка; работник Азербайджанского Государственного Русского драматического театра имени С. Вургуна[4]

22 мая 1991 года, № 219
1. Гасымов, Тариель Искандер оглы (р. 1939) — артист; работник Азербайджанского Государственного Театра юного зрителя имени М. Горького[5]
2. Гурбанова, Солмаз Джабраил кызы (1939—2013) — артистка; работник Азербайджанского Государственного Театра юного зрителя имени М. Горького[5]

19 сентября 1991 года, № 345
1. Гасымов, Юсиф Али оглы (р. 1948) — солист Азербайджанского Государственного ансамбля танца[6]
2. Эльдарова, Тамила Мамед кызы (р. 1953) — солистка Азербайджанского Государственного ансамбля танца[6]

### 1992 год (9 человек)
4 марта 1992 года, № 601
1. Бабаев, Мирза Абдулджаббар оглы (1913—2003)[7]

4 марта 1992 года, № 602
1. Мамедов, Алим Тахир оглы (р. 1950) — артист; работник Гянджинского государственного драматического театра имени С. Джаббарлы[8]

10 сентября 1992 года, № 185
1. Сафаров, Фирудин Саттар оглы (1933—2024)[9]

17 ноября 1992 года, № 318
1. Керимова, Флора Алекпер кызы (р. 1941)[10]

18 ноября 1992 года, № 320
1. Кулиева, Гандаб Габиб кызы (1949—2017) — солист Академического театра оперы и балета им. М. Ф. Ахундова[11]
2. Акперов, Джанали Ханали оглы (1940—2021) — солист Академического театра оперы и балета им. М. Ф. Ахундова[11]
3. Исмайлова, Сакина Кулу кызы (р. 1956) — солистка Академического театра оперы и балета им. М. Ф. Ахундова[11]
4. Махмудоглы, Баба Махмуд оглы (1940—2006) — солист Академического театра оперы и балета им. М. Ф. Ахундова, руководитель фольклорного ансамбля «Дастан»[11]

30 декабря 1992 года, № 388
1. Рустамов, Гадир Черкез оглы (1935—2011)[12]

### 1993 год (6 человек)
23 января 1993 года, № 415
1. Бабаев, Рафик Фарзи оглы (1936—1994) — художественный руководитель эстрадного ансамбля «Джанги»[13]
2. Мирзоев, Теймур Ибрагим оглы (1936—2021) — художественный руководитель эстрадно-симфонического оркестра «Скала»[13]

3 февраля 1993 года, № 444
1. Гулиев, Ариф Али оглы (1950—2021) — актёр Национального драматического театра[14]

3 февраля 1993 года, № 445
1. Гасымов, Алим Хамза оглы (р. 1957) — солист Азербайджанского Государственного академического театра оперы и балета[15]

3 февраля 1993 года, № 446
1. Сафарова, Афаг Башир кызы (р. 1955) — актриса Азербайджанского Государственного Театра Музыкальной Комедии имени С. Гурбанова[16]

15 марта 1993 года, № 489
1. Исмаилова, Тукезбан Магеррам кызы (1923—2008)[17]

### 1998 год (21 человек)
24 мая 1998 года, № 712
1. Абдуллаев, Агахан Минахан оглы (1950—2016)[18]
2. Ахундова, Шафига Гулам кызы (1924—2013)[18]
3. Бабаев, Абдулла Муртуз оглы (1924—2015)[18]
4. Джафарова, Басти Али кызы (р. 1959)[18]
5. Амина, Юсиф кызы (р. 1936)[18]
6. Исрафилов, Автандил Эйнулла оглы (1941—2023)[18]
7. Каримова, Гарина Рагим кызы (р. 1964)[18]
8. Гулиева, Ильхама Мазахир кызы (1943—2016)[18]
9. Гурбанова, Гюльшан Агададаш кызы (1950—2006)[18]
10. Меликов, Рамиз Агарза оглы (1943—2023)[18]
11. Мурадова, Тарана Гусейн кызы (р. 1965)[18]
12. Мусаев, Ниямеддин Джаббар оглы (р. 1940)[18]
13. Новрузов, Рамиз Каввам оглы (1955—2023)[18]
14. Селимова, Джаннет Алибек кызы (р. 1940)[18]
15. Шаровский, Александр Яковлевич (р. 1948)[18]
16. Шихлинская, Лейла Фаррух кызы (р. 1947)[18]
17. Зейналов, Азер Зейналабдин оглы (р. 1964)[18]
18. Зарбалиев, Садыг Сирадж оглы (р. 1951)[18]

24 июня 1998 года, № 733
1. Ахундзаде, Юсиф Евгеньевич (р. 1946) — военный дирижёр[19]

4 ноября 1998 года, № 10
1. Алескеров, Сабир Мамед оглы (1936—2020) — начальник отдела дикторов телевидения[20]
2. Тагизаде, Гарасим Абдулгасан оглы (1946—2018) — начальник отдела дикторов радио[20]

### 1999 год (3 человека)
9 октября 1999 года, № 193
1. Агаев, Гасан Велигулу оглы (р. 1958) — деятель науки, культуры и литературы Нахичеванской Автономной Республики[21]
2. Гаджиева, Хураман Абдулла кызы (1945—2005) — деятель науки, культуры и литературы Нахичеванской Автономной Республики[21]
3. Гулиев, Кямран Мамедгулу оглы (р. 1958) — деятель науки, культуры и литературы Нахичеванской Автономной Республики[21]

## 2000-е годы (142 человека)

### 2000 год (36 человек)
28 октября 2000 года, № 414
1. Аббасов, Зульфигар Кули оглы (1940—2022)[22]
2. Агакишиева, Зарнигяр Фети кызы (1945—2018)[22]
3. Агаев, Октай Джафар оглы (1934—2006)[22]
4. Балиев, Юрий Николаевич (1949—2018)[22]
5. Байрамова, Джамиля Асудулла кызы (р. 1957)[22]
6. Джафарханова, Роза Гейдар кызы (1927—2010)[22]
7. Джалилов, Кямиль Джалил оглы (1938—2022)[22]
8. Эйвазова, Шафига Алхас кызы (р. 1947)[22]
9. Ахмедов, Мобил Салман оглы (1931—2006)[22]
10. Алиева, Боюкханым Гасанбала кызы (р. 1945)[22]
11. Ализаде, Франгиз Алиага кызы (р. 1947)[22]
12. Асадова, Малейка Алифага кызы (р. 1966)[22]
13. Азимов, Рафиг Ашраф оглы (р. 1938)[22]
14. Фарзалибеков, Марахим Фарзали оглы (р. 1949)[22]
15. Гашимова, Шахназ Гасан кызы (р. 1957)[22]
16. Кязимов, Агакиши Самед оглы (1935—2021)[22]
17. Керимов, Валех Сейфулла оглы (р. 1944)[22]
18. Кадымов, Вели Нурбала оглы (1940—2009)[22]
19. Гулиев, Габиль Азизулла оглы (р. 1949)[22]
20. Гурбанова, Парвана Ягуб кызы (р. 1965)[22]
21. Махмудова, Фатма Ягуб кызы (р. 1954)[22]
22. Махмудов, Эмин Сабит оглы (1937—2000)[22]
23. Мамедов, Ибрагим Ахмед оглы (1934—2014)[22]
24. Муталлимова, Фирангиз Бахар кызы (р. 1959)[22]
25. Нариманова, Земфира Али кызы (р. 1959)[22]
26. Рагимова, Эльмира Аллахверди кызы (р. 1941)[22]
27. Рзазаде, Ялчын Имран оглы (1946—2021)[22]
28. Тагиева, Наталья Валех кызы (1954—2005)[22]
29. Виноградова, Лариса Афанасьевна (1947—2009)[22]
30. Зейналов, Эльдениз Мамед оглы (1937—2001)[22]
31. Зульфугаров, Октай Кадир оглы (1929—2016)[22]

18 декабря 2000 года, № 430
1. Бейбутов, Вагиф Гулам оглы (р. 1938)[23]
2. Исмайлов, Гаджи Меджид оглы (р. 1944)[23]
3. Манафов, Фахраддин Манаф оглы (р. 1955)[23]
4. Маниев, Мухтар Гамбар оглы (1935—2016)[23]
5. Мир-Касимов, Октай Мирасадулла оглы (р. 1943)[23]

### 2001 год (1 человек)
28 декабря 2001 года, № 626
1. Наримов, Нариман Нусур оглы — солист Азербайджанского Государственного ансамбля танца[24]

### 2002 год (15 человек)
9 марта 2002 года, № 673
1. Гусман, Юлий Соломонович (р. 1943)[25]

10 сентября 2002 года, № 784
1. Синявская, Тамара Ильинична (р. 1943)[26]

7 ноября 2002 года, № 813
1. Авшаров, Мухтар Гасан оглы (1914—2004) — сотрудник Бакинского муниципального театра[27]
2. Алиев, Вагиф Мазахир оглы (1940—2021) — сотрудник Бакинского муниципального театра[27]
3. Мухтаров, Юсиф Мехти оглы (1941—2010) — сотрудник Бакинского муниципального театра[27]

24 декабря 2002 года, № 826
1. Багирзаде, Мамедбагир Мамедали оглы (1950—2005)[28]
2. Гусейнов, Эльхан Агагусейн оглы (1942—2009)[28]
3. Ахмедов, Ильхам Намиг Кямал оглы (р. 1949)[28]
4. Алиева, Медина Вагиф кызы (р. 1965)[28]
5. Эйюбова, Мелекханым Ядигяр кызы (р. 1962)[28]
6. Ибрагимова, Сафура Агабаба кызы (1938—2020)[28]
7. Гулиев, Нураддин Азулла оглы (р. 1956)[28]
8. Мустафаева, Лалезар Башир кызы (р. 1962)[28]
9. Нематов, Азер Паша Зафар оглы (1947—2023)[28]
10. Перлова, Ирина Александровна (1939—2010)[28]

### 2003 год (2 человека)
25 июня 2003 года, № 889
1. Мамедова, Зумруд Мовлуд кызы (р. 1956)[29]
2. Рзаев, Заур Алигусейн оглы (р. 1952)[29]

### 2005 год (26 человек)
1 августа 2005 года, № 928
1. Мурадов, Хамис Бекир оглы (р. 1943)[30]
2. Мустафаев, Вагиф Бехбуд оглы (р. 1953)[30]
3. Омарова, Гамида Мамед кызы (р. 1957)[30]
4. Юсупова, Шукуфа Мухеддин кызы (р. 1954)[30]

16 сентября 2005 года, № 1011
1. Абдуллаев, Раси Махмуд оглы (1944—2024)[31]
2. Агамалзаде, Музаффар Мамедибрагим оглы (р. 1940)[31]
3. Астахин, Виталий Владимирович (р. 1951)[31]
4. Байрамова, Айгюн Аликули кызы (р. 1967)[31]
5. Джафаров, Джаваншир Халил оглы (р. 1953)[31]
6. Дадашев, Фахраддин Алисаиб оглы (р. 1950)[31]
7. Алиев, Тофик Али-Гейдар оглы[31]
8. Гейчаев, Теймур Анвар оглы (р. 1958)[31]
9. Ибрагимов, Мансум Исрафил оглы (р. 1960)[31]
10. Ибрагимова, Севда Мирза кызы (1939—2022)[31]
11. Ибрагимова, Шахла Ибрагим кызы (р. 1961)[31]
12. Иманова, Гюльбаджи Алиакпер кызы (р. 1956)[31]
13. Искендеров, Эльдар Гусейн оглы (р. 1950)[31]
14. Керими, Сиявуш Ашраф оглы (р. 1954)[31]
15. Гречко, Олег Николаевич[31]
16. Гулиев, Шахлар Гасанага оглы (1946—2024)[31]
17. Мамедов, Нариман Габиб оглы (1928—2015)[31]
18. Мирзоев, Муса Абдулла оглы (1933—2016)[31]
19. Мустафаев, Теймур Агахан оглы (1939—2020)[31]
20. Муслимов, Мохлат Ханали оглы (р. 1954)[31]
21. Самедов, Шукюр Гаджибала оглы (р. 1965)[31]
22. Теймурова, Назакат Хосров кызы (р. 1972)[31]

### 2006 год (26 человек)
16 мая 2006 года, № 1458
1. Адыгёзалов, Тельман Аббасгулу оглы (1953—2010)[32]
2. Агаев, Агададаш Гамид оглы (р. 1956)[32]
3. Дадашев, Рафаэль Мелик оглы (1946—2020)[32]
4. Ахадзаде, Эльхан Яхья оглы (1948—2010)[32]
5. Асадов, Вагиф Фирудин оглы (1947—2022)[32]
6. Аскеров, Ильхам Тевеккюль оглы (1958—2015)[32]
7. Халилзаде, Руфат Эльдар оглы[32]
8. Гараев, Ясин Микаил оглы (р. 1946)[32]
9. Гасымов, Талят Мамедага оглы (1933—2013)[32]
10. Каграманов, Сафа Гусейн оглы (1949—2008)[32]
11. Магераммов, Мабуд Алиаскер оглы (р. 1957)[32]
12. Мирзагасанов, Гусейн-Сафа Гувамеддин оглы (р. 1959)[32]
13. Салманов, Агахан Али оглы (1941—2020)[32]
14. Сеидов, Уран Сеидмуса оглы[32]
15. Тагиев, Мубариз Гусейн оглы (р. 1948)[32]

22 июня 2006 года, № 1526
1. Абуталыбов, Вагиф Фазиль оглы (1949—2022) — военнослужащий Вооружённых Сил Азербайджанской Республики[33]
2. Ахундов, Эльдар Балага оглы (1949—2014) — военнослужащий Вооружённых Сил Азербайджанской Республики[33]
3. Сейидзаде, Натаван Шуа кызы (р. 1945) — военнослужащий Вооружённых Сил Азербайджанской Республики[33]

31 июля 2006 года, № 1580
1. Шабанова, Эльмира Балагусейн кызы (р. 1940)[34]

16 сентября 2006 года, № 1673
1. Бабаев, Рауф Юсиф оглы (1937—2020)[35]
2. Гашимова, Джейран Асад кызы (р. 1934)[35]
3. Кязими, Октай Мамед оглы (1932—2010)[35]
4. Суджаддинов, Мир Фаик Мири оглы (р. 1947)[35]

4 ноября 2006 года, № 1766
1. Багиров, Адиль Кямиль оглы (р. 1937)[36]
2. Гусейнова, Шаргия Гурбан кызы (р. 1947)[36]
3. Мирзаев, Рамиз Гасан оглы (р. 1946)[36]

### 2007 год (11 человек)
21 июня 2007 года, № 2258
1. Иманов, Яшар Абдулхалиг оглы (1933—2024) — военнослужащий Вооружённых Сил Азербайджанской Республики[37]

1 августа 2007 года, № 2299
1. Эфендиев, Ялчин Гейдар оглы (1937—2019)[38]
2. Ахмедова, Нурия Алиага кызы (1950—2015)[38]
3. Алиев, Рафик Гаджибаба оглы (1949—2020)[38]

17 сентября 2007 года, № 2387
1. Джалилова, Роза Исмаил кызы (р. 1929)[39]
2. Алиев, Замик Баларза оглы (р. 1950)[39]

3 октября 2007 года, № 2420
1. Абдуллаев, Агасалим Сахиб оглы (р. 1950)[40]
2. Алиев, Фируз Алиаббас оглы (р. 1950)[40]

16 октября 2007 года, № 2437
1. Абдуллаева, Тамелла Ислам кызы (р. 1943) — сотрудник Ереванского Государственного Азербайджанского драматического театра[41]
2. Исмаилова, Эльмира Магеррам кызы (р. 1945) — сотрудник Ереванского Государственного Азербайджанского драматического театра[41]
3. Наджафов, Сулейман Паша оглы (1948—2012) — сотрудник Ереванского Государственного Азербайджанского драматического театра[41]

### 2008 год (23 человека)
23 июня 2008 года, № 2888
1. Дадашев, Агададаш Гаджибала оглы (р. 1935)[42]
2. Ибрагимова, Эльза Имамеддин кызы (1938—2012)[42]
3. Зохрабов, Рамиз Фарзулла оглы (1939—2017)[42]

1 августа 2008 года, № 2960
1. Азизбейли, Рамиз Гаджиага оглы (1948—2021)[43]
2. Исмайлов, Тофик Гусейн оглы (1939—2016)[43]

17 сентября 2008 года, № 3045
1. Агаев, Фаик Балага оглы (р. 1971)[44]
2. Бабаев, Рахим Садых оглы (1930—2010)[44]
3. Дадашева, Бриллиант Сулейман кызы (р. 1965)[44]
4. Досталиева, Назпари Ахмед Али кызы (р. 1959)[44]
5. Ханбабаева, Зульфия Гюльоглан кызы (р. 1967)[44]
6. Кязимова, Айгюн Алескер кызы (р. 1971)[44]
7. Гасымова, Ниса Фатулла кызы (р. 1954)[44]
8. Гулиева, Захра Теймур кызы (р. 1951)[44]
9. Мамедов, Азизага Сейфеддин оглы (р. 1957)[44]
10. Пашаев, Агаверди Ага Али оглы (р. 1950)[44]
11. Везиров, Камиль Сафарали оглы (1949—2018)[44]

25 сентября 2008 года, № 3057
1. Абуталыбов, Ширзад Асад оглы (р. 1959)[45]
2. Гусейнов, Ровшан Магсуд оглы (р. 1954)[45]
3. Худиев, Рза Али оглы (р. 1962)[45]
4. Мовлави, Тофик Абдулсамед оглы (1938—2024)[45]
5. Рамазанова, Жасмин Аллахверди кызы (р. 1958)[45]

25 сентября 2008 года, № 3060
1. Хакимова, Светлана Джалал кызы (р. 1940)[46]
2. Сулейманов, Мазахир Габуллах оглы (р. 1944)[46]

### 2009 год (2 человека)
2 июля 2009 года, № 367
1. Алиев, Билал Шахширин оглы (р. 1959)[47]

3 августа 2009 года, № 424
1. Ахундов, Чингиз Мамед оглы (р. 1959)[48]

## 2010-е годы (98 человек)

### 2010 год (1 человек)
20 декабря 2010 года, № 1245
1. Никушина, Александра Константиновна (р. 1952)[49]

### 2011 год (6 человек)
12 сентября 2011 года, № 1713
1. Самедов, Агасамед Гасан оглы (1946—2021)[50]

15 сентября 2011 года, № 1731
1. Набизаде, Забит Гюльхан оглы (р. 1965)[51]

2 ноября 2011 года, № 1818
1. Мамедов, Закир Гулам оглы[52]

20 декабря 2011 года, № 1904
1. Адигезалзаде, Мурад Зохраб оглы (р. 1973)[53]
2. Гусейнов, Мурад Фарид оглы (р. 1973)[53]
3. Керим, Меджнун Тебриз оглы (1945—2013)[53]

### 2012 год (9 человек)
9 мая 2012 года, № 2221
1. Абдуллаев, Авез Бахшали оглы (р. 1976)[54]
2. Ахундова, Егяна Аскер кызы (р. 1960)[54]
3. Джафаров, Самир Гадир оглы (р. 1976)[54]
4. Аскеров, Али Рагим оглы (1961—2023)[54]
5. Гусейнова, Камилла Фикрет кызы (р. 1978)[54]
6. Гулиева, Саида Абульфаз кызы (р. 1957)[54]

14 сентября 2012 года, № 2436
1. Адигезалов, Ялчин Васиф оглы (р. 1959)[55]
2. Иманова, Симаре Джамаледдин кызы (р. 1975)[55]
3. Мансуров, Эльдар Бахрам оглы (р. 1952)[55]

### 2013 год (5 человек)
25 июня 2013 года, № 2967
1. Ахмедов, Джафар Намиг Камал оглы (р. 1950)[56]
2. Ханизаде, Бахтияр Огтай оглы (р. 1957)[56]
3. Мамедов, Рамиз Султанали оглы (1951—2021)[56]
4. Мирзоев, Гюльагасы Агагусейн оглы (р. 1978)[56]
5. Тагизаде, Ирана Тофиг кызы (1957—2023)[56]

### 2014 год (9 человек)
13 февраля 2014 года, № 269
1. Балаев, Мамедали Башир оглы (р. 1939)[57]
2. Шарифов, Вагиф Абдулла оглы (1943—2021)[57]
3. Вердиев, Фикрет Сулейман оглы (1947—2022)[57]

24 июня 2014 года, № 574
1. Ганиев, Гейдар Анатоллу оглы — прапорщик[58]

18 декабря 2014 года, № 933
1. Гусейнов, Рафиг Гусейн оглы (1944—2021)[59]
2. Хасыева, Кенуль Кязым кызы (р. 1968)[59]
3. Мамедова, Гюльянаг Закир кызы (р. 1973)[59]
4. Мамедова, Гюльяз Закир кызы (р. 1970)[59]
5. Садыгов, Энвер Идаят оглы (р. 1966)[59]

### 2015 год (4 человека)
3 марта 2015 года, № 1082
1. Гаджиева-Найлор Фидан Гаджи Ага кызы (р. 1976)[60]

24 июня 2015 года, № 1291
1. Тагиева, Анаханым Эхтибар кызы (р. 1971) — старший лейтенант[61]

30 декабря 2015 года, № 1663
1. Абасалиев, Ага Джебраил Агасалех оглы (р. 1955)[62]
2. Керимов, Фахреддин Нури оглы (р. 1954)[62]

### 2016 год (6 человек)
6 июня 2016 года, № 2096
1. Фаталиев, Рамиз Мамедали оглы (р. 1946)[63]

29 июля 2016 года, № 2246
1. Сулейманлы, Шамиль Камран оглы (р. 1955)[64]

19 сентября 2016 года, № 2341
1. Шарифов, Мунис Мамед Исмаил оглы (р. 1962)[65]

7 ноября 2016 года, № 2418
1. Байрамов, Эльдост Аловсат оглы (р. 1947)[66]
2. Аскерзаде, Хагигат Эйваз кызы (р. 1944)[66]
3. Мамедов, Али Мамед оглы[66]

### 2017 год (5 человек)
31 июля 2017 года, № 3132
1. Миркасимова, Аян Огтай кызы (р. 1969)[67]

15 сентября 2017 года, № 3238
1. Алиев, Сабир Магеррам оглы (1948—2020)[68]

27 ноября 2017 года, № 3409
1. Байрамов, Адыль Мусеиб оглы[69]
2. Байрамов, Рафаэль Али оглы (р. 1953)[69]
3. Ибрагимова, Севиндж Сулейман кызы[69]

### 2018 год (41 человек)
21 мая 2018 года, № 115
1. Эйвазов, Юсиф Вилаят оглы (р. 1977)[70]

27 мая 2018 года, № 146
1. Агаларов, Эмин Араз оглы (р. 1979)[71]
2. Аллахвердиева, Наиба Сиявуш кызы (р. 1963)[71]
3. Асланов, Тейюб Шуэйюб оглы (р. 1967)[71]
4. Джафаров, Мирджавад Миргафар оглы (р. 1965)[71]
5. Дадашев, Азер Исмаил оглы (р. 1946)[71]
6. Дадашев, Мурад Али оглы (р. 1978)[71]
7. Алиева, Динара Фуад кызы (р. 1980)[71]
8. Амиров, Джамиль Фикрет оглы (р. 1957)[71]
9. Азизов, Эльчин Яшар оглы (р. 1975)[71]
10. Гаджибекова, Ульвия Вагиф кызы (р. 1960)[71]
11. Гамидов, Аждар Гудрет оглы (1953—2020)[71]
12. Исмайлова, Гюльназ Амир кызы (р. 1960)[71]
13. Керимова, Эльнара Надир кызы (р. 1962)[71]
14. Караев, Фарадж Кара оглы (р. 1943)[71]
15. Гасымов, Мамедсафа Мамедали оглы (р. 1960)[71]
16. Гамбаров, Салман Гусейн оглы (р. 1959)[71]
17. Гурбанбеков, Сархан Рашид оглы (р. 1952)[71]
18. Магеррамов, Фирудин Алимамед оглы (р. 1959)[71]
19. Мамедалиев, Вамиг Мамедали оглы (р. 1946)[71]
20. Мамедов, Сабир Новруз оглы (р. 1961)[71]
21. Мусаева, Шукюфа Имран кызы (р. 1966)[71]
22. Мустафазаде, Азиза Вагиф кызы (р. 1969)[71]
23. Нематзаде, Афлатун Немат оглы (р. 1944)[71]
24. Невмержицкая, Евгения Степановна (р. 1945)[71]
25. Новрузов, Джахангир Муталлиб оглы (р. 1954)[71]
26. Поладов, Акрам Ниджат оглы (р. 1964)[71]
27. Самедов, Алихан Иманхан оглы (р. 1964)[71]
28. Самедзаде, Айгюн Зияд кызы (р. 1967)[71]
29. Шахвердиев, Тофиг Рзагул оглы (р. 1938)[71]
30. Шаровская, Наталья Юрьевна (р. 1959)[71]
31. Ширинов, Натик Бахадур оглы (р. 1975)[71]
32. Ягубов, Эйюб Закарийя оглы (р. 1965)[71]
33. Ягубова, Элла Исмаил кызы (р. 1946)[71]

1 августа 2018 года, № 377
1. Гасанов, Энвер Джафар оглы (р. 1950)[72]
2. Исмаилов, Гурбан Ибрагим оглы (р. 1960)[72]
3. Махмудов, Абдулахад Элиса оглы (р. 1944)[72]
4. Мамедрзаев, Парвиз Музаффар оглы (р. 1971)[72]
5. Зеки, Мехрибан Мюрвет кызы (р. 1966)[72]

10 декабря 2018 года, № 782
1. Алиева, Лятифа Джахандар кызы (р. 1944) — сотрудник Азербайджанского государственного театра юного зрителя[73]
2. Новрузова, Нюбар Гулу кызы (р. 1958) — сотрудник Азербайджанского государственного театра юного зрителя[73]

### 2019 год (12 человек)
25 мая 2019 года, № 1204
1. Мурадов, Ильгар Алимамед оглы (р. 1957)[74]
2. Зейналлы, Джаваншир Мирзамамед оглы (р. 1945)[74]

31 июля 2019 года, № 1363
1. Алиев, Видади Гусейн оглы (р. 1945)[75]
2. Гасанов, Видади Исмаил оглы (р. 1958)[75]
3. Гулиева, Халида Джамал кызы (р. 1952)[75]

17 сентября 2019 года, № 1417
1. Аллахвердиев, Васиф Керим оглы (р. 1963)[76]
2. Фараджев, Сардар Фараджулла оглы (р. 1957)[76]

21 октября 2019 года, № 1492
1. Агаева, Тунзаля Габиль кызы (р. 1976) — эстрадный исполнитель Азербайджанской Республики[77]
2. Мирбабаев, Мир Юсиф Мир Гейдар оглы (р. 1977) — эстрадный исполнитель Азербайджанской Республики[77]
3. Наджафова, Рояля Ягуб кызы (р. 1982) — эстрадный исполнитель Азербайджанской Республики[77]

29 октября 2019 года, № 1516
1. Абдуллаев, Кязым Энвер оглы (р. 1953) — сотрудник Азербайджанского государственного академического национального драматического театра[78]
2. Нурзаде, Али Гайыб оглы (р. 1948) — сотрудник Азербайджанского государственного академического национального драматического театра[78]

## 2020-е годы (7 человек)

### 2020 год (3 человека)
30 декабря 2020 года, № 2397
1. Гашимов, Эльчин Лезги оглы (р. 1973) — сотрудник Азербайджанской национальной консерватории[79]
2. Мансуров, Эльшан Мамед оглы (р. 1962) — сотрудник Азербайджанской национальной консерватории[79]
3. Мансуров, Малик Мамед оглы (р. 1961) — сотрудник Азербайджанской национальной консерватории[79]

### 2021 год (1 человек)
17 марта 2021 года, № 2543
1. Османов, Фуад Таджеддин оглы (р. 1964) — сотрудник Азербайджанского государственного русского драматического театра имени Самеда Вургуна[80]

### 2022 год (2 человека)
14 июня 2022 года
1. Мирзоев, Тофик Ибрагим оглы (р. 1932)[81]

30 августа 2022 года
1. Абдуллаева, Насиба Меликовна (р. 1961)[82]

### 2024 год (1 человек)
22 июля 2024 года
1. Закиров, Фаррух Каримович (р. 1946)[83]

## Дата награждения неизвестна
1. Мамедов, Мамед Гашим оглы[84][85]

## Источник
- Электронная база нормативных правовых актов Министерства юстиции Азербайджана